# Jules Le Cœur
Jules Le Cœur (né le 17 septembre 1832 à Paris et mort le 26 avril 1882 dans cette même ville) est un peintre français.

## Biographie
Né le 17 septembre 1832 à l'ancien 11e arrondissement de Paris, Jules Le Cœur est le fils de Joseph Le Cœur, menuisier, et de Catherine Félicie Jaullain.
Architecte comme son frère Charles, il épouse Marianne Bouwens en 1861.
Il a été élève de Labrouste durant sa carrière de peintre .
Il est mort à son domicile de la rue Campagne-Première à l'âge de 49 ans.